# Samantabhadra

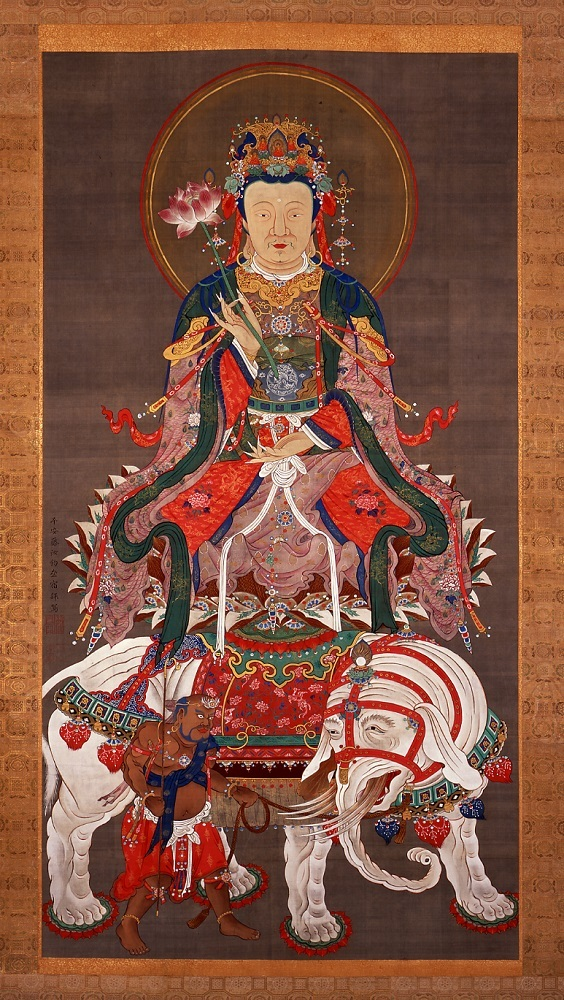
Fugen, Giappone, epoca Edo.

Samantabhadra — sanscrito, anche Viśvabhadra; cinese Pǔxián (普賢T); coreano: Bohyeon (보현?, 普賢?, PohyŏnMR); giapponese: Fugen (普賢?); tibetano Kun-tu; mongolo Qamugha; vietnamita Phổ Hiền — è il bodhisattva della Verità (理) nel Buddhismo, e simboleggia la pratica e la meditazione dei buddha. Insieme al Sakyamuni Buddha e all'altro suo discepolo Mañjuśrī forma la trinità Shakyamuni. È patrono del Sutra del Loto e, secondo l'Avatamsaka Sutra, fissò i dieci grandi voti che sono la base per divenire bodhisattva. Sebbene Samantabhadra sia generalmente considerato un bodhisattva, in alcune tradizioni è visto come il Buddha primordiale (ad esempio nel Kunjed Gyalpo Tantra), cioè colui che è nato illuminato.
Alcune sette Yogacara credono che Samantabhadra, anziché Vairocana, sia il fondatore del sistema Yoga, e lo considerano la divinità dell'Estasi Religiosa; di fatto anche in Giappone è considerato un patrono dai praticanti di Hokkesammai (meditazione estatica).

## Iconografia
A differenza del più popolare Manjusri, Samantabhadra è raramente rappresentato da solo, e si trova più che altro alla destra di Sakyamuni, in groppa a un elefante bianco. Nelle tradizioni che pongono l'Avatamsaka sutra come loro fondamento Samantabhadra e Manjushri affiancano Vairocana Buddha, il Buddha al centro di questo particolare sutra.
Puxian è talvolta rappresentato nell'arte cinese con caratteristiche femminili, a cavallo di un elefante con sei coppie di zanne, sotto un parasole a forma di foglia di loto, con abiti e alcune caratteristiche comuni ad alcune rappresentazioni di Guanyin; sotto questa veste Samantabhadra è venerato come bodhisattva patrono dei monasteri ed è associato al Monte Emei nella Cina occidentale.
Nelle tradizioni esoteriche tantriche che lo considerano il Buddha primordiale, è sempre rappresentato nudo, senza neanche gioielli, con un corpo di colore blu o bianco intenso, talvolta insieme alla sua consorte Samantabhadrī.

## Culto
Il suo culto cominciò a diffondersi in Cina durante le dinastie del Nord e del Sud, per poi fiorire nell'epoca di pace della dinastia Sui e raggiungere quindi il suo apice, come tutto il buddhismo del resto, nella dinastia Tang; lui a Manjusri cominciarono ad essere venerati come "figli del Buddha", e mentre Manjusri rappresentava l'intelligenza (智S), Samantabhadra rappresentava la verità (理S): insieme al Buddha (secondo alcune scuole Vairocana Buddha) formavano i "Tre Santi di Huayan" (華嚴三聖T, HuáyánsānshèngP).
Grazie al ruolo importante che gioca nel Sutra del Loto, è molto venerato dai seguaci della scuola Tiantai, e dalle scuole giapponesi Tendai e Nichiren che pongono questo testo a fondamento della propria dottrina.
In alcune correnti del buddhismo tantrico, come la giapponese Shingon, assume un ruolo centrale: non è più solo un discepolo di Buddha, ma emanazione di Vairocana, o a volte lo stesso Buddha primordiale.
Il monte Emei è stato consacrato a Samantabhadra; il primo tempio a lui dedicato vi venne eretto nel 399 dopo che vi si stabilì il monaco Huichi (慧持T), e l'imperatore Song Taizong vi fece innalzare una statua di bronzo. Secondo una credenza popolare Manjusri e Samantabhadra si reincarnarono in due orfani allevati in un monastero, che sarebbero diventati i celebri monaci e amici Hanshan e Shide.

## I 10 voti
Secondo l'Avatamsaka Sutra, Samantabhadra avrebbe pronunciato 10 voti, proposti ai fedeli come via di sviluppo spirituale:
1. Rendere omaggio ai Buddha;
2. Indirizzare a loro le proprie preghiere;
3. Non essere avari nelle offerte ad essi;
4. Pentirsi delle azioni che generano un cattivo karma;
5. Gioire dei meriti altrui;
6. Onorare l'insegnamento del Buddha;
7. Pregare il Buddha di restare in questo mondo;
8. Seguire costantemente il suo insegnamento;
9. Vivere in armonia con tutte le creature;
10. Estendere all'universo il beneficio derivante dai propri meriti.